# Речник (посёлок)
Речник — посёлок в Коченёвском районе Новосибирской области России. Входит в состав Чистопольского сельсовета. 

## География
Площадь посёлка — 62 гектара.
Село стоит на реке Власиха

## Население
| 2002 | 2007 | 2010 |
| ---- | ---- | ---- |
| 688  | ↗763 | ↘656 |

## Инфраструктура
В посёлке по данным на 2007 год функционируют 1 учреждение здравоохранения и 1 учреждение образования.